# Liat Har Lev
 (janvier 2018).
Si vous disposez d'ouvrages ou d'articles de référence ou si vous connaissez des sites web de qualité traitant du thème abordé ici, merci de compléter l'article en donnant les références utiles à sa vérifiabilité et en les liant à la section « Notes et références ».
Liat Har Lev (hébreu : ליאת הר לב), née le 9 août 1979 à Ra'anana, est une actrice israélienne.

## Biographie
Har Lev est née à Raanana, son père est un agent d'assurance et sa mère est une cosméticienne, En 2004, elle achève ses études à l'École d'art dramatique. Au début de sa carrière, elle a joué entre autres au Haifa Theatre.
En 2010, elle a participé au premier film d'horreur israélien Rabies.
Elle est la voix en hébreu de Giselle dans le film Il était une fois et elle a doublé barbie dans le film Toy Story 3.
Har Lev est connue pour son rôle dans la sitcom israélienne Feu de circulation.

## Filmographie
- Rabies